# CanSat

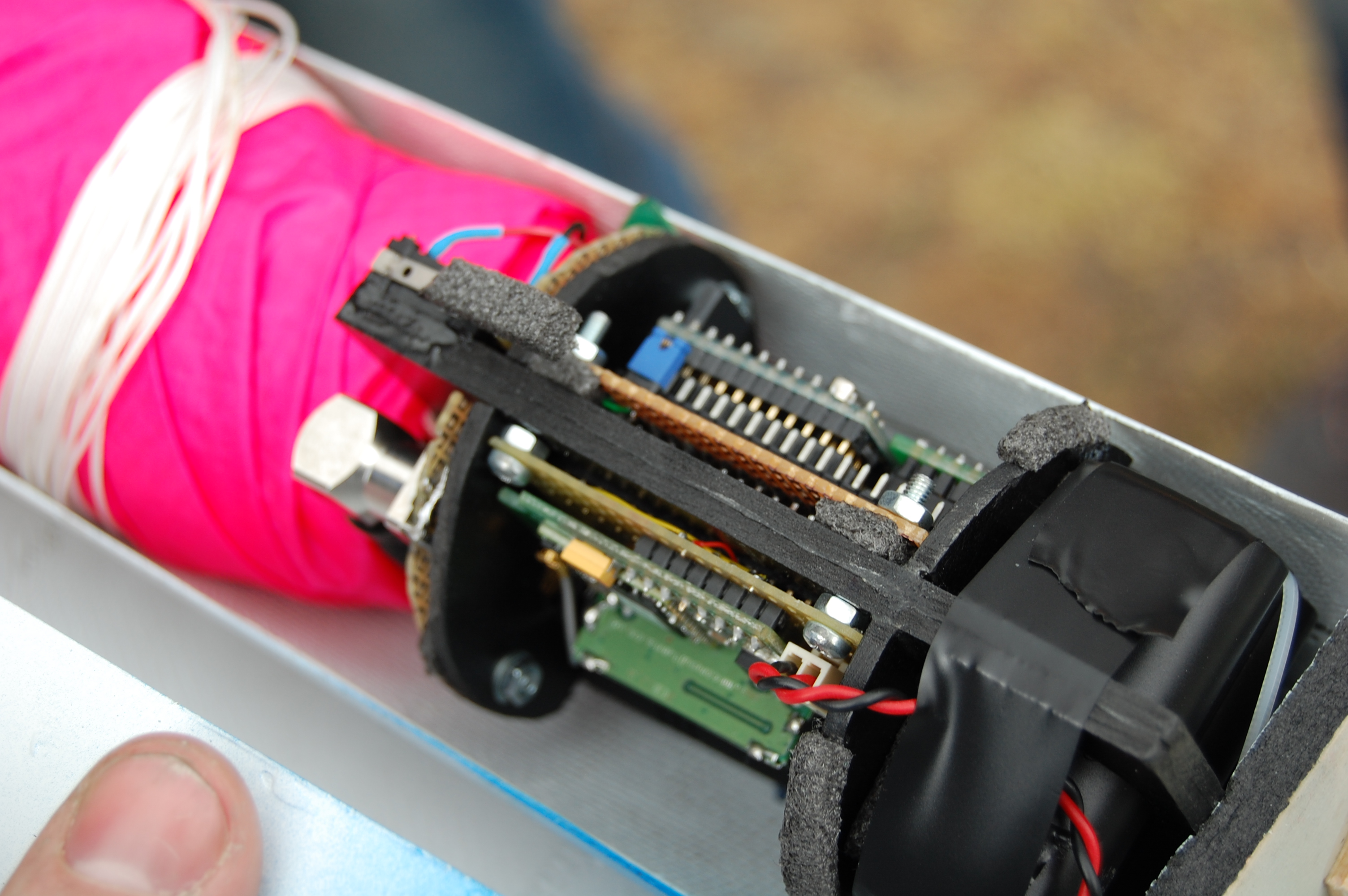
Componentes internos de um CanSat.

Um CanSat (acrônimo das palavras em Inglês: Can e Satellite - Lata e Satélite) é uma carga útil científica usada para ensinar tecnologia espacial, similar à tecnologia usada em satélites miniaturizados, acondicionada numa lata de refrigerante (Can em Inglês), ou invólucro de tamanho equivalente.

## História

Satélite numa lata de refrigerante.

Em 1998, 50 professores e estudantes de 12 universidades Norte americanas e Japonesas se encontraram num simpósio no Havaí. Este foi o primeiro "Simpósio Universitário de Sistemas Espaciais", onde Bob Twiggs, professor emérito da Universidade Stanford, propôs a ideia inicial do que viria a ser conhecido posteriormente como nano satélites.
A ideia era lançar um artefato do tamanho de uma lata de refrigerante ao espaço. O seu volume deveria ser de aproximadamente 350 ml, e a massa de cerca de 500g. Essa iniciativa levou a um projeto que teve início em 1999 chamado ARLISS, envolvendo universidades Norte americanas e japonesas, tendo conduzindo o primeiro lançamento em 11 de Setembro daquele ano e continuando todos os anos desde então. A ideia inicial permanece até hoje, ou seja, lançar três satélites de 350 ml. A implementação, seria um foguete com capacidade de elevar 1,8 kg a 4.000 m, abrindo as portas para voos espaciais de baixo custo (estimado em US$ 400,00).
Já em 2000, a natureza das missões era bastante diversa, por exemplo: calcular o momento de abertura de um sistema de pouso, usando dados obtidos de um barômetro, ou fazendo uso de um sistema GPS diferencial. O projeto chegou a um patamar ainda mais sofisticado em 2001, quando uma categoria de cargas úteis retornáveis (ComeBack) foi incluída, especificando que o "satélite" deveria pousar o mais próximo possível de um "alvo" pré-determinado. Esse tipo de missão obteve sucesso em 2002, quando estudantes do Laboratório de Robótica Espacial da Universidade de Tohoku, chegaram a 45 metros do alvo, e em 2006 a distância caiu para apenas 6 metros.
O interesse nesse tipo de satélite vem crescendo e se espalhando. Em 2003 a Universidade de Tóquio, colocou em órbita dois satélites do tipo CubeSat, um pouco maiores que os CanSats e como o nome indica, em forma de cubo. Mais recentemente, várias competições tem sido conduzidas em vários países, seguindo o mesmo conceito proposto pelo Professor Bob Twiggs e implementados no projeto ARLISS.

## Operação do CanSat
|                                                                      |  |  |
| Um foguete para CanSat (esquerda) e um outro sendo lançado (direita) |  |  |

A carga útil de um CanSat deve, supostamente, ser lançada ou por foguetes de sondagem ou por balões de grande altitude. Nenhum CanSat até o momento, foi lançado para além da atmosfera ou chegou a orbitar a Terra.
Em competições de CanSat, a carga útil precisa necessariamente caber nas dimensões de uma lata de refrigerante (115 mm de altura e 66 mm de diâmetro), e ter uma massa de no máximo 350g. Pequenas variações nessas dimensões são admissíveis. Antenas por exemplo, podem ser montadas externamente, mas o diâmetro total do artefato, não pode aumentar antes que a carga útil deixe o veículo lançador.
Os CanSats são lançados por pequenos foguetes ou balões, à altitudes que variam de acordo com a competição. São também equipados com um sistema de recuperação, geralmente um paraquedas, para restringir os possíveis danos ao mínimo, e permitir a reutilização.
As principais vantagens no uso de CanSats para ensinar tecnologia espacial, são o seu baixo custo e pequeno volume.

### Componentes Básicos
Alguns componentes existem em todo CanSat:
- Bateria
- Microprocessador

### Componentes Secundários
Além dos componentes básicos, outros podem ser incluídos para atender requisitos da missão:
- Barômetro
- Termômetro
- Receptor GPS
- Câmera
- Acelerômetro
- Bússola Eletrônica

## Tipos de CanSat
Existem três categorias normalmente admitidas nas competições de CanSat:
- Telemetria - coleta e transmite dados do voo
- Retorno - pousa de maneira controlada o mais próximo possível de um alvo pré estabelecido
- Aberta - qualquer outra que não se enquadre nas duas primeiras

## Interesse educacional
O baixo custo de implementação, pouco tempo de preparação e simplicidade de projeto, comparado com outras alternativas de projetos espaciais, tornam o CanSat uma excelente oportunidade prática para os estudantes se iniciarem em atividades espaciais. Os estudantes ficam responsáveis por escolher dentre as alternativas quais as melhores para atender a missão pretendida, incluindo o desenho geral do CanSat, a integração dos componentes, aferição do funcionamento, preparação do lançamento, o próprio lançamento e a recuperação (se for o caso), controle dos custos e a distribuição do trabalho entre os membros da equipe.
É basicamente, uma reprodução em escala diminuta do projeto, implementação e lançamento de um satélite real. O processo requer o desenvolvimento de um CanSat usando um método de aprendizagem conhecido como Aprendizagem baseada em problemas, um novo método de ensino, onde o estudante é o ator principal e aquele que deve resolver os problemas.
A principal característica desse tipo de projeto, é o de ser conduzido por equipes que procuram resolver os problemas apresentados em desafios sucessivos. O suporte oferecido por professores vai diminuindo à medida que a equipe reconhece que a Engenharia de sistemas também precisa lidar com a complexidade do desenvolvimento e pesquisa das suas próprias habilidades. A disciplina de Engenharia Aeroespacial é uma das mais comumente usadas em educação, porque ela admite uma ampla gama de temas atrativos.

## Competições
Nos dias de hoje, competições de CanSat são realizadas em vários países.

### Estados Unidos

#### Texas CanSat Competition
Nos Estados Unidos, uma das mais importantes competições do tipo "projeto-construção-lançamento" é organizada pela American Astronautical Society e pelo American Institute of Aeronautics and Astronautics. Outros patrocinadores desse evento incluem: o Naval Research Laboratory, a NASA, a Orbital Sciences Corporation, e a Dassault Systèmes, entre outras.

#### ARLISS
O projeto ARLISS é um esforço conjunto de estudantes e professores da Universidade Stanford como parte do Programa de Desenvolvimento de Sistemas Espaciais e outras instituições educacionais, para construir, lançar, testar e recuperar protótipos de satélites miniaturizados em preparação para lançamentos em órbita terrestre ou em direção à Marte. A proposta do projeto ARLISS, é obter experiência prática num ciclo de vida (cerca de um ano) de um projeto espacial. Cada equipe projeta e constrói um ou mais satélites, depois todos se deslocam para um campo de provas em Black Rock, Nevada, para conduzir a preparação, lançamento, operação e recuperação de seus experimentos. Os organizadores fornecem os foguetes, cada um capaz de acomodar três CanSats a 3.500 m de altitude de onde retornam de paraquedas, o que permite a cada um deles um voo de 15 minutos, simulando uma órbita de passo baixo (28 graus acima do horizonte).

### Europa
A Competição Europeia de CanSats é promovida pela Agência Espacial Europeia e organizada pelo NAROM (Norwegian Centre for Space Related Education), com foco em estudantes do ensino médio. É uma competição na qual cada CanSat deve satisfazer as regras de volume e peso, além de outros relacionados com o tempo de voo e o custo. Além disso, devem medir altitude e temperatura, transmitindo os dados em tempo real. Para completar cada um deles deve completar uma missão secundária de livre escolha. As propostas para essa missão são usadas para selecionar as equipes que vão viajar para Andenes na Noruega para implementar seus projetos e lançar seus CanSats em foguetes que atingem cerca de 1.000 metros, onde eles liberam dois CanSats.

### Portugal

Equipa Azorean Shearwater, da Escola Secundária de Santa Maria (Açores), representou Portugal pela primeira vez na European CanSat Competition da ESA, em 2012.

O projeto CanSat foi introduzido em Portugal no início da década de 2010, como parte da iniciativa educativa da Agência Espacial Europeia (ESA) para promover o ensino de ciência e tecnologia espacial junto das escolas secundárias. A primeira participação portuguesa na European CanSat Competition teve lugar em 2012, com a equipa Azorean Shearwater, da Escola Básica e Secundária de Santa Maria, localizada na ilha de Santa Maria, nos Açores. Esta equipa representou Portugal na competição internacional organizada pela ESA, marcando o início do envolvimento nacional no programa europeu e incentivando o lançamento da edição nacional nos anos seguintes. O concurso é coordenado pela Ciência Viva, com o apoio do ESERO Portugal e da Agência Espacial Portuguesa, envolvendo também universidades e centros de investigação.

### CanSat (2012–2025)
| Ano  | Nome da Equipa     | Escola                                    | Localidade           | Docente Responsável         |
| ---- | ------------------ | ----------------------------------------- | -------------------- | --------------------------- |
| 2025 | Missão A.S.T.R.O.  | Salesianos de Lisboa                      | Lisboa               | Rui Dias                    |
| 2024 | HermeSat           | Salesianos de Lisboa                      | Lisboa               | Rui Costa                   |
| 2023 | EDER Sat           | Escola Secundária José Saramago           | Mafra                | Vera Silva                  |
| 2022 | MagnoSat           | Colégio Valsassina                        | Lisboa               | Pedro Jorge                 |
| 2021 | SATaloios          | Escola Secundária José Saramago           | Mafra                | Vera Silva                  |
| 2020 | —                  | —                                         | —                    | —                           |
| 2019 | EPA_SAT V          | Escola Profissional de Almada             | Almada               | Luís Bettencourt            |
| 2018 | GSat               | Colégio Guadalupe                         | Verdizela            | Dario Zabumba               |
| 2017 | ENTA Team Sat 3    | Escola de Novas Tecnologias dos Açores    | Ponta Delgada        | Duarte Cota                 |
| 2016 | ENTA Team SAT2     | Escola de Novas Tecnologias dos Açores    | Ponta Delgada        | Duarte Cota                 |
| 2015 | AeroSpace Team     | Escola Básica e Secundária de Santa Maria | Santa Maria (Açores) | Sara Macedo                 |
| 2014 | Mission Impossible | Externato de Penafirme                    | Torres Vedras        | Nuno Bettencourt            |
| 2013 | AirSatOne          | Escola Básica e Secundária de Santa Maria | Santa Maria (Açores) | Hélder Chaves, Juan Nolasco |
| 2012 | Azorean Shearwater | Escola Básica e Secundária de Santa Maria | Santa Maria (Açores) | Hélder Chaves, Juan Nolasco |

### Espanha
O Laboratório para Espaço e Microgravidade, com o apoio da Universidade Politécnica de Madri, organizam esta competição desde 2010. Existem três categorias como as elencadas acima, além de uma categoria aberta, na qual as restrições de tamanho e peso não é tão rígida, podendo atingir até 1 kg. Assim como na competição europeia, alguns dados devem ser enviados por telemetria em tempo real, e também existem restrições de orçamento, apesar de que orçamentos maiores também são admitidos.

### França

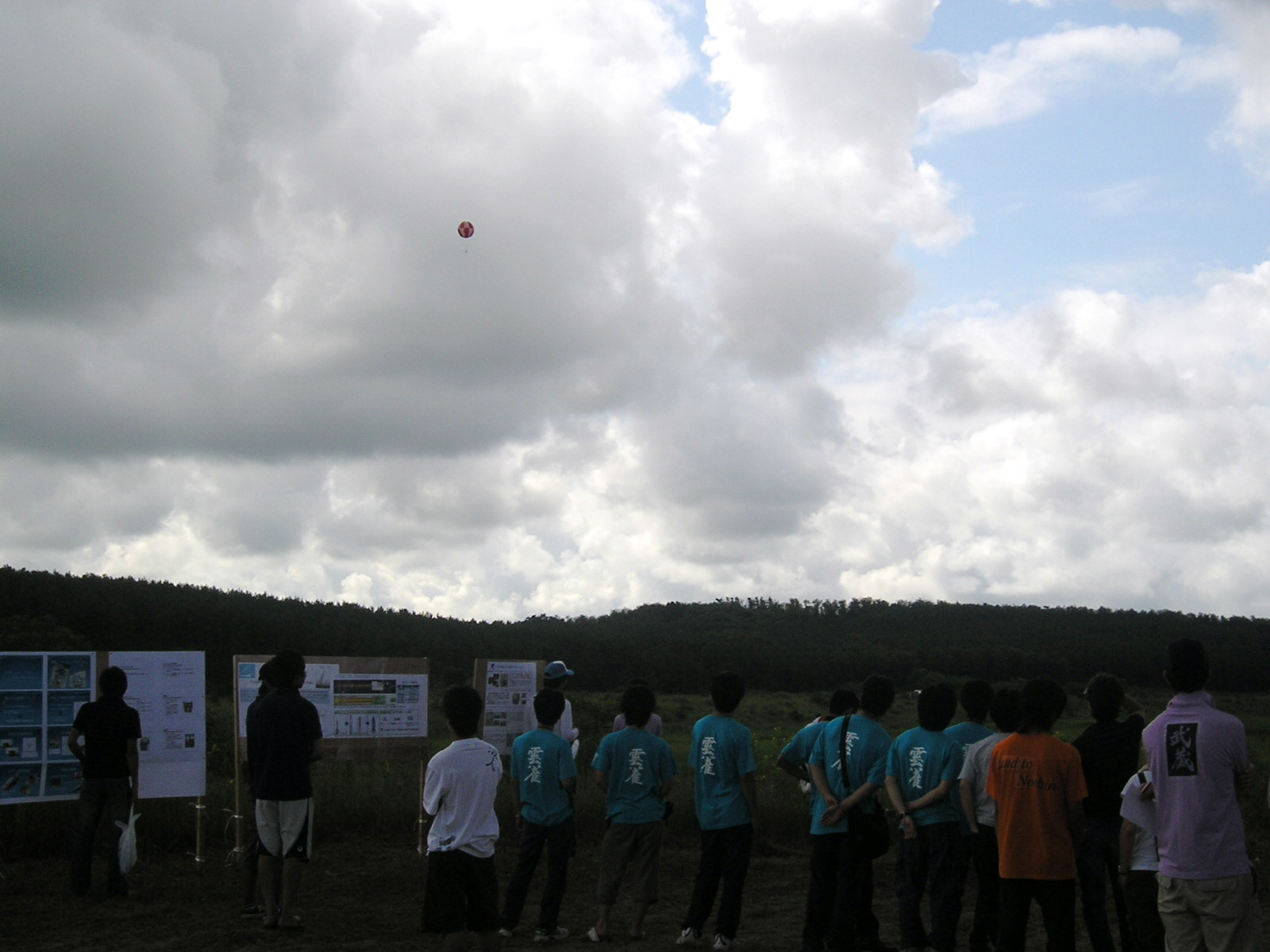
Lançamento de CanSat a partir de balão num evento em Noshiro, Japão.

Organizada pela CNES, a agência espacial francesa e pela Planète Sciences, a competição francesa, ocorre durante o evento C'Space, um evento de tecnologia espacial para jovens. Nesta competição, os CanSats são liberados à partir dirigíveis posicionados a 200 m de altura. Duas categorias estão disponíveis: "internacional e "aberta", na qual o volume admitido é de até um litro.

### Japão
No Japão, essa competição é organizada pela UNISEC (University Space Engineering Consortium), e diferente de outras onde são usados foguetes para lançar os CanSats, nesta são usados balões, que ascendem até uma determinada altura de onde o CanSat é lançado. O objetivo fundamental dessa competição é basicamente atingir um alvo pré estabelecido através de modificações no comportamento em voo que permitem ao CanSat atingir o alvo pretendido.

### Argentina
Na Argentina, existe um evento de CanSats, mas não é uma competição. Ao invés disso, o Programa CanSat é uma metodologia de estudo conduzida através de experimentos utilizando lançadores reutilizáveis construídos pelos próprios participantes. É um programa gratuito, envolvendo os estudantes num ciclo de vida completo de um projeto de engenharia, contemplando o projeto, a integração e a operação (lançamento), havendo também um encontro para debates pós lançamento. Esse programa é organizado anualmente pela ACEMA (Asociación de Cohetería Experimental y Modelista Argentina). O programa foi apresentado em Setembro de 2003 numa conferência sobre educação, e o primeiro CanSat argentino, foi lançado em Novembro de 2004 por estudantes do Colégio San Felipe Neri.

### Irã
A Iran Cansat Competition (ICC), é uma outra competição sobre projeto e implementação de CanSats, patrocinada pelo Astronautics Research Institute (ARI). A competição é basicamente como as da Europa, e é basicamente organizada por uma equipe de estudantes orientados por membros do ARI. A primeira delas ocorreu em Outubro de 2011, com 15 equipes participantes, em quatro categorias para duas classes (Padrão e Aberta), com duas missões principais: sondagem atmosférica e captura de imagens, no entanto, missões secundárias também foram admitidas. A segunda, ocorrida em Novembro de 2012, teve 18 equipes com três categorias baseadas apenas em missões primárias. A terceira edição vai ser conduzida nas mesmas bases com duas categorias e duas missões em cada uma.

### Brasil
O Brasil vai implementar um programa regular de competições de CanSats a partir de 2013 através da Agência Espacial Brasileira. É o programa CanSat Brasil, cujo principal objetivo é criar oportunidades para jovens e instituições de ensino e associativas a que estejam vinculados, aplicar conhecimentos teóricos, técnicos e práticos das disciplinas relacionadas às atividades espaciais, numa competição que simula o ciclo completo de um projeto de engenharia espacial.
A competição contará com três categorias de acordo com os níveis de ensino: fundamental, médio e universitário, cada uma delas sendo realizada em duas fazes.